# Can’t Dance
Can’t Dance – singel zapowiadający siódmy album studyjny Lisy Stansfield zatytułowany Seven. Utwór i produkcja muzyczna są autorstwa piosenkarki i jej męża, Iana Devaneya. Premiera radiowa singla miała miejsce w audycji Kena Bruce’a w BBC Radio 2 dnia 14 sierpnia 2013.

## Lista utworów

### Promo CD
1. "Can’t Dance" (Radio Mix)
2. "Can’t Dance" (Album Version Edit)

### Digital download
1. "Can’t Dance" – 4:14

## Notowania
| Lista                              | Pozycja |
| ---------------------------------- | ------- |
| Złota Trzydziestka Radia Koszalin  | 11      |
| SLiP                               | 22      |
| Lista Przebojów Radia Merkury      | 23      |
| Lista Przebojów Programu Trzeciego | 50      |